# Mammoth (Wyoming)
Pour les articles homonymes, voir Mammoth.
Mammoth est une census-designated place américaine dans le comté de Park, dans le Wyoming. Elle est protégée au sein du parc national de Yellowstone.